# Grand Hotel (musical)
Grand Hotel és un musical en dos actes amb llibret de Luther Davis, música i lletra de Robert Wright i George Forrest, i música i lletra addicionals de Maury Yeston.
Basat en la novel·la de Vicki Baum de 1929, l'obra de teatre homònima derivada, Menschen im Hotel (Gent en un hotel), i la posterior pel·lícula de la MGM de 1932, el musical se centra en els esdeveniments que tenen lloc durant un cap de setmana en un elegant hotel del Berlín de 1928 i les històries que s'entrecreuen dels excèntrics hostes de l'hotel, incloent-hi una primera ballarina que es debilita; un comptable jueu fatalment malalt , que vol passar els seus últims dies vivint en el luxe; un baró jove, guapo però destituït; un metge cínic; un home de negocis honest que ha esdevingut dolent i una mecanògrafa que somia amb l'èxit a Hollywood.
La producció de Broadway de 1989 va obtenir 12 nominacions als Premis Tony, de les quals va guanyar cinc, incloent-hi la de millor direcció i millor coreografia per a Tommy Tune. Els recanvis de noms famosos del repartiment, com ara Cyd Charisse i Zina Bethune, van ajudar l'espectacle a convertir-se en el primer musical estatunidenc des de Big River de 1985 a superar les 1.000 funcions a Broadway.

## Fons
Menschen im Hotel va marcar l'inici de la carrera de la popular novel·lista austríaca Baum el 1929, i va dramatitzar la seva novel·la per als teatres de Berlín més tard aquell mateix any. Després que l'obra es convertís en un èxit, la seva adaptació a l'anglès va tenir èxit a Nova York a principis dels anys trenta i es va convertir en la pel·lícula de gran èxit i guanyadora d'un premi de l'Acadèmia el 1932 , Grand Hotel, protagonitzada per Greta Garbo, John Barrymore i Joan Crawford.

### At the Grand
Davis, Wright i Forrest van adaptar per primera vegada la història de Baum el 1958 amb el títol "At the Grand", canviant l'escenari del Berlín de 1928 a la Roma contemporània i transformant la ballarina en una cantant d'òpera que s'assemblava molt a Maria Callas per adaptar-se a Joan Diener , que havia de protagonitzar l'obra sota la direcció del seu marit Albert Marre. Tots ells havien col·laborat en el musical anterior Kismet i esperaven un altre èxit, però el llibre de Davis es va allunyar massa de la història familiar per als fans de la pel·lícula. Quan Paul Muni va acceptar interpretar Kringelein, el paper es va canviar i ampliar, i el personatge es va convertir en un humil empleat d'hotel l'estada del qual en una suite d'hotel es manté en secret per a la direcció. Flaemmchen es va convertir en una soubrette ballarina, Preysing i la seva trama dramàtica van ser eliminats completament, i es van afegir dos gàngsters americans deportats per a un alleujament còmic.
"At the Grand" es va estrenar amb crítiques diverses i bons negocis a Los Angeles i San Francisco, però quan els creadors es van adonar que Muni estava malalt i no podria mantenir una temporada a Broadway, el productor Edwin Lester va decidir cancel·lar l'estrena a Broadway prevista per al 25 de setembre de 1958, i tothom va passar a altres projectes.

### Grand Hotel
Tres dècades més tard, Davis, Wright i Forrest van decidir desempolsar el seu material original i donar-li una altra oportunitat a l'espectacle, tornant-lo al seu escenari original al Berlín de 1928. Aquesta vegada va ser posat a les mans del director i coreògraf Tommy Tune, que el va imaginar com una producció de dues hores sense interrupcions que comprenia escenes de diàleg, números musicals i rutines de ball que se superposaven i de vegades competeixen entre si, capturant així l'ambient d'un hotel bulliciós on alguna cosa passa en tot moment. Set cançons de At the Grand es van incorporar al que ara es deia Grand Hotel, tot i que dues es van eliminar durant la prova de Boston.
Durant la temporada de Boston del 1989, Wright i Forrest van acceptar que Tune demanés a Maury Yeston, amb qui havia treballat a Nine, que contribuís amb material nou. Yeston va escriure set cançons noves la primera setmana, incloent-hi "Love Can't Happen", "I Want to Go to Hollywood", "At The Grand Hotel", "Bonjour Amour", "Roses at the Station" i "Grand Parade" (el nou número d'obertura), així com lletres addicionals per a algunes de les cançons de Wright i Forrest. A petició de Tune, Peter Stone va entrar com a dramaturg no acreditat, tot i que el llibret va seguir sent obra íntegra de Davis. Yeston va rebre la facturació de Música i Lletres Addicionals i va ser nominat a dos premis Drama Desk pel seu treball. La coreografia de ball de saló va ser de Pierre Dulaine i Yvonne Marceau, que van interpretar El Gigolo i La Comtessa a l'espectacle, i com a favor a Tune, Thommie Walsh va coreografiar una breu secció de dansa a "I Want to Go to Hollywood".

## Sinopsi
Els anys 20 encara són a ple rendiment, i Berlín és el centre de la vida quotidiana. Els hostes van i vénen de l'opulent Grand Hotel, mentre el cínic doctor Otternschlag, que encara pateix ferides de la Primera Guerra Mundial, s'injecta la morfina. El conserge ajudant Erik, ocupat a la recepció, espera la notícia del naixement del seu fill; la seva dona està tenint un part difícil. El baró Felix Von Gaigern, jove, atractiu i indigent, utilitza el seu carisma per ajudar-lo a aconseguir una habitació a l'hotel, que està ple de reserves, mentre enganya un gàngster dur que es fa passar per xofer. La primera ballarina russa Elizaveta Gruxinskaia, una vella actriu, arriba amb el seu seguici, que intenta convèncer-la que encara pot i ha de ballar. La seva confident i modista, Raffaela, sap que haurien de pagar molts diners si la ballarina no es presenta als seus compromisos. Raffaela té sentiments per Elizaveta.
El comptable jueu Otto Kringelein, que està greument malalt, vol gastar els estalvis de tota la vida per viure els seus últims dies a l'hotel amb tot luxe. El baró l'ajuda a aconseguir una habitació. Mentrestant, Hermann Preysing, el gerent general d'una fàbrica tèxtil en fallida, sent que la fusió amb una empresa de Boston s'ha cancel·lat, cosa que significa la ruïna financera; no vol mentir als seus accionistes, però cedeix a la pressió. Planeja anar a Boston per intentar reactivar la fusió i pressiona la seva secretària temporal, Flaemmchen, perquè l'acompanyi i "tingui cura d'ell". Ella somia amb l'estrellat de Hollywood i tem estar embarassada, però flirteja amb el baró. També accepta un ball, per suggeriment del baró, amb el sorprès i encantat Otto. Elizaveta pateix una altra actuació de ball fallida i torna corrents a l'hotel. Irromp a la seva habitació per trobar el baró quan està a punt de robar-li el collaret de diamants per tornar-li la paga al gàngster, però ell fingeix ser el seu major fan. Els dos s'enamoren i passen la nit. Ell accepta anar amb ella a Viena perquè pugui complir els seus compromisos de ball, i es casaran; tenen previst trobar-se a l'estació de tren.
Dos artistes afroamericans, els Jimmys, canten al bar i ballen amb Flaemmchen. Erik intenta deixar la feina per poder reunir-se amb la seva dona a l'hospital, però la desagradable gerent de l'hotel, Rohna, es nega a donar-li temps lliure. El Baró ha convençut Otto perquè inverteixi a la borsa, i Otto ha fet un gran profit al mercat durant la nit. Però Otto no es troba bé, i el Baró l'ajuda a anar a la seva habitació, resistint la temptació de robar-li la cartera. Otto recompensa el Baró amb diners en efectiu. El gàngster s'enfronta al Baró i li ordena que robi la cartera de Preysing; li dóna una pistola. Preysing ha acorralat Flaemmchen a les seves habitacions contigües i la pressiona per tenir relacions sexuals. El Baró, que era a l'habitació de Preysing intentant robar-li la cartera, sent els crits de Flaemmchen a la porta del costat i entra a la seva habitació per defensar-la mentre encara sosté la cartera de Preysing. Després d'una baralla, Preysing mata el Baró amb la pistola del gàngster. Preysing és arrestat. La Raffaela s'esforça per dir-li a la Gruxinskaia que el seu amant és mort i finalment decideix no fer-ho, deixant la Gruxinskaia extasiada de veure'l a l'estació de tren quan marxa.
Otto s'ofereix a portar Flaemmchen a París; ara té molts diners perquè puguin gaudir de la bona vida durant tot el temps que li queda, i ella s'adona que l'estima. Erik té un fill i descobreix que la seva dona va superar el part sense problemes. El doctor Otternschlag observa: "Grand Hotel, Berlín. Sempre igual: la gent ve, la gent se'n va. Una vida s'acaba mentre una altra comença; un cor es trenca mentre un altre batega més ràpid; un home va a la presó mentre un altre va a París; sempre igual... Em quedaré un dia més."

## Repartiment
| Pesonatge                   | Broadway (1989)               | Gira per Estats Units (1990)     | West End (1992)                  | West End (2004)             |
| --------------------------- | ----------------------------- | -------------------------------- | -------------------------------- | --------------------------- |
| Baron Felix Von Gaigern     | David Carroll                 | Brent Barrett                    | Brent Barrett                    | Julian Ovenden              |
| Otto Kringelein             | Michael Jeter                 | Mark Baker                       | Barry James                      | Daniel Evans                |
| Elizaveta Grushinskaya      | Liliane Montevecchi           | Liliane Montevecchi              | Liliane Montevecchi              | Mary Elizabeth Mastrantonio |
| Flaemmchen                  | Jane Krakowski                | DeLee Lively                     | Lynnette Perry                   | Helen Baker                 |
| General Director Preysing   | Timothy Jerome                | K.C. Wilson                      | K.C. Wilson                      | Martyn Ellis                |
| Raffaela Ottanio            | Karen Akers                   | Debbie de Courdreaux             | Debbie de Courdreaux             | Gillian Bevan               |
| Colonel Doctor Otternschlag | John Wylie                    | Anthony Franciosa                | Barry Foster                     | Gary Raymond                |
| Erik Litnauer               | Bob Stillman                  | Dirk Lumbard                     | Kieran McIlroy                   | David Lucas                 |
| The Two Jimmys              | David Jackson Danny Strayhorn | Nathan Gibson David Andrew White | David Jackson David Andrew White | Joseph Nobel Paul Hazel     |

### Substitucions notables
Broadway: (1989–92)
- Baron Felix Von Gaigern: Brent Barrett, Mark Jacoby, John Schneider, Rex Smith, Walter Willison
- Otto Kringelein: Austin Pendleton, Chip Zien
- Elizaveta Grushinskaya: Zina Bethune, Cyd Charisse
- Raffaela Ottanio: Julie Caitlin Brown
- Colonel Doctor Otternschlag: Edmund Lyndeck

## Cançons
- "The Grand Parade"Y – Colonel-Doctor Otternschlag, Companyia
- "Some Have, Some Have Not"WF – Treballadors de bugaderia, Nois
- "As It Should Be"WF – Baron Felix von Gaigern
- "At the Grand Hotel"Y/"Table With a View"WF – Otto Kringelein
- "Maybe My Baby Loves Me"WF – Two Jimmys, Flaemmchen
- "Fire and Ice"WF – Elizaveta Grushinskaya, Company
- "Twenty-Two Years"Y/"Villa on a Hill"WF – Raffaela
- "I Want to Go to Hollywood"Y – Flaemmchen
- "Everybody's Doing It"Y – Zinnowitz
- "As It Should Be" (Reprise) – Baron Felix
- "The Crooked Path"WF – Hermann Preysing
- "Who Couldn't Dance With You?"WF – Flaemmchen, Otto
- "Merger Is On"WF – Zinnowitz, Shareholders
- "Gru's Bedroom"WF – Elizaveta, Companyia
- "Love Can't Happen"Y – Baron Felix, Elizaveta
- "What You Need"WF – Raffaela
- "Bonjour Amour"Y – Elizaveta
- "H-A-P-P-Y"WF – Two Jimmys, Companyia
- "We'll Take a Glass Together"WF – Baron Felix, Otto, Companyia
- "I Waltz Alone"WF – Colonel-Doctor Otternschlag
- "H-A-P-P-Y" (Reprise) – Companyia
- "Roses at the Station"Y – Baron Felix
- "How Can I Tell Her?"WF – Raffaela
- "The Grand Parade"/"Some Have, Some Have Not" (Reprise) – Erik, Operators, Companyia
- "The Grand Waltz"WF – Companyia

^WF  Cançó de Robert Wright id George Forrest
^Y  Canço de Maury Yeston

## Produccions
Després de trenta-una funcions prèvies, Grand Hotel es va estrenar el 12 de novembre de 1989 al Martin Beck Theatre, i més tard es va transferir al George Gershwin Theatre per completar el seu total de 1.017 funcions. L'espectacle es representa sense intermedi. El repartiment original incloïa Liliane Montevecchi com a Elizaveta, David Carroll com el Baró, Michael Jeter com a Otto, Jane Krakowski com a Flaemmchen, Tim Jerome com a Preysing, John Wylie com a Otternschlag i Bob Stillman com a Erik. Els substituts posteriors van incloure Zina Bethune i Cyd Charisse (en el seu debut a Broadway als 70 anys) com a Elizaveta, Rex Smith, Brent Barrett, John Schneider, i Walter Willison com el Baró, i Chip Zien i Austin Pendleton com a Kringelein. La producció va aconseguir 12 nominacions als Tony, guanyant cinc premis, inclòs el de millor direcció i coreografia per a Tommy Tune. La gravació original del repartiment es va publicar gairebé dos anys després de l'estrena de l'espectacle. Quan es va fer la gravació, Carroll estava greument malalt de sida i va morir d'una embòlia pulmonar a l'estudi de gravació quan estava a punt de gravar les seves pistes vocals. Brent Barrett, el seu suplent, que havia aparegut com el Baró a la gira nacional, va cantar el paper per a l'àlbum del repartiment, publicat per RCA Victor. L'àlbum del repartiment inclou una pista extra de l'actuació de Carroll durant una recaptació de fons de cabaret de 1991 per a Equity Fights AIDS, cantant la cançó del Baró, "Love Can't Happen".
La producció va ser reproduïda pel mateix equip a Berlín, Alemanya, el 1991, en alemany, al Theater des Westens , amb Leslie Caron com a Grushinskaya.
La primera producció del West End es va estrenar el 6 de juliol de 1992 al Dominion Theatre, on es va representar durant poc menys de quatre mesos. El 2004, Mary Elizabeth Mastrantonio va protagonitzar Elizaveta en una producció a petita escala dirigida per Michael Grandage al Donmar Warehouse, que va obtenir un premi Olivier al millor revival musical. Una altra producció es va estrenar el 31 de juliol de 2015 al Southwark Playhouse de Londres, i va durar cinc setmanes.
Grand Hotel: The 25th Anniversary Reunion Concert a la discoteca 54 Below de Nova York el 24 de maig de 2015 va ser escrit i dirigit per Walter Willison. Willison va actuar al costat dels altres membres del repartiment de Broadway Montevecchi, Barrett, Jerome, així com Karen Akers, Ben George, Ken Jennings, Hal Robinson i Chip Zien. L'assessora de dansa va ser Yvonne Marceau. L'espectacle va ser produït per Encores!, dirigit per Josh Rhodes, a Nova York del 21 al 25 de març de 2018. Grand Hotel: A 30th Anniversary Celebration in Concert a la discoteca The Yellow Pavilion (també coneguda com The Green Fig), presentat per The Green Room 42, a Nova York l'11 de novembre de 2019, va ser de nou escrit i dirigit per Willison, a benefici de l'Actors Fund of America, i dedicat a Montevecchi. Willison va actuar al costat d'Akers, Jerome, Jennings, Schneider, Jill Powell, Judy Kaye i Sachi Parker. La directora associada i coreògrafa (a l'estil de Tommy Tune) va ser Joanna Rush, i l'assessor de dansa va ser, de nou, Marceau.

## Premis i nominacions

### Producció original de Broadway
| Any  | Premi             | Categoria                                     | Nominat                                      | Resultat  |
| ---- | ----------------- | --------------------------------------------- | -------------------------------------------- | --------- |
| 1990 | Premis Tony       | Millor musical                                | Millor musical                               | Nominat   |
| 1990 | Premis Tony       | Millor llibret                                | Luther Davis                                 | Nominat   |
| 1990 | Premis Tony       | Millor banda sonora                           | Robert Wright, George Forrest i Maury Yeston | Nominat   |
| 1990 | Premis Tony       | Millor actor protagonista de musical          | David Carroll                                | Nominat   |
| 1990 | Premis Tony       | Millor actriu protagonista de musical         | Liliane Montevecchi                          | Nominat   |
| 1990 | Premis Tony       | Millor actor de repartiment de musical        | Michael Jeter                                | Guanyador |
| 1990 | Premis Tony       | Millor actriu de repartiment de musical       | Jane Krakowski                               | Nominat   |
| 1990 | Premis Tony       | Millor direcció de musical                    | Tommy Tune                                   | Guanyador |
| 1990 | Premis Tony       | Millor coreografia                            | Tommy Tune                                   | Guanyador |
| 1990 | Premis Tony       | Millor escenografia                           | Tony Walton                                  | Nominat   |
| 1990 | Premis Tony       | Millor vestuari                               | Santo Loquasto                               | Guanyador |
| 1990 | Premis Tony       | Millor il·luminació                           | Jules Fisher                                 | Guanyador |
| 1990 | Premis Drama Desk | Musical destacat                              | Musical destacat                             | Nominat   |
| 1990 | Premis Drama Desk | Actor destacat en un musical                  | David Carroll                                | Nominat   |
| 1990 | Premis Drama Desk | Actor de repartiment destacat en un musical   | Michael Jeter                                | Guanyador |
| 1990 | Premis Drama Desk | Actriu de repartiment destacada en un musical | Jane Krakowski                               | Nominat   |
| 1990 | Premis Drama Desk | Director destacat d'un musical                | Tommy Tune                                   | Guanyador |
| 1990 | Premis Drama Desk | Coreografia excepcional                       | Tommy Tune                                   | Guanyador |
| 1990 | Premis Drama Desk | Orquestracions destacades                     | Peter Matz                                   | Nominat   |
| 1990 | Premis Drama Desk | Lletres destacades                            | Robert Wright, George Forrest i Maury Yeston | Nominat   |
| 1990 | Premis Drama Desk | Música excepcional                            | Robert Wright, George Forrest i Maury Yeston | Nominat   |
| 1990 | Premis Drama Desk | Disseny d'escenografia excepcional            | Tony Walton                                  | Nominat   |
| 1990 | Premis Drama Desk | Disseny de vestuari excepcional               | Santo Loquasto                               | Guanyador |
| 1990 | Premis Drama Desk | Disseny d'il·luminació excepcional            | Jules Fisher                                 | Guanyador |

### Producció original de Londres
| Any  | Premi                   | Categoria                | Nominat            | Resultat |
| ---- | ----------------------- | ------------------------ | ------------------ | -------- |
| 1993 | Premis Laurence Olivier | Millor Musical Nou       | Millor Musical Nou | Nominat  |
| 1993 | Premis Laurence Olivier | Millor Coreògraf teatral | Tommy Tune         | Nominat  |

### Producció de reestrena de Londres
| Any  | Premi                   | Categoria              | Nominat                | Resultat  |
| ---- | ----------------------- | ---------------------- | ---------------------- | --------- |
| 2005 | Premis Laurence Olivier | Millor Revival Musical | Millor Revival Musical | Guanyador |